# Louis Bernatchez
Pour les articles homonymes, voir Bernatchez.
Louis Bernatchez, né le 2 mai 1960 à Lac-Frontière et mort le 28 septembre 2023 à Québec,, est un professeur de biologie québécois à l'Université Laval.
Il est titulaire de la Chaire de recherche du Canada en génomique et conservation des ressources aquatiques.

## Distinctions
- 1999 - Prix de la conférence de Stevenson de la Conférence canadienne de recherche sur les pêches
- 2001 - Chaire de recherche du Canada en matière de conservation génétique des ressources aquatiques[5]
- 2001 - Prix Michel-Jurdant en environnement de l’ACFAS
- 2002 - Bourse commémorative E.W.R. Steacie du CRSNG
- 2002 - Prix Georges-Préfontaine de l'Association des biologistes du Québec
- 2002 - Mention parmi les dix découvertes scientifiques de l’année du magazine Québec Science
- 2006 - Chaire de recherche du Canada en génomique et la conservation des ressources aquatiques
- 2012 - Lauréat pour le prix Marie-Victorin 2012
- 2020 - Chevalier de l'Ordre national du Québec